# Оушен-Айл-Біч (Північна Кароліна)
Оушен-Айл-Біч (англ. Ocean Isle Beach) — місто (англ. town) в США, в окрузі Брансвік штату Північна Кароліна. Населення — 867 осіб (2020).

## Географія
Оушен-Айл-Біч розташований за координатами 33°54′8″ пн. ш. 78°26′13″ зх. д. / 33.90222° пн. ш. 78.43694° зх. д. (33.902349, -78.436912).  За даними Бюро перепису населення США в 2010 році місто мало площу 11,73 км², з яких 8,77 км² — суходіл та 2,96 км² — водойми.

## Демографія
Згідно з переписом 2010 року, у місті мешкало 550 осіб у 279 домогосподарствах у складі 196 родин. Густота населення становила 47 осіб/км².  Було 3206 помешкань (273/км²).
Расовий склад населення:
| - 96,2 % — білих - 1,3 % — азіатів - 0,2 % — чорних або афроамериканців - 1,6 % — осіб інших рас |

До двох чи більше рас належало 0,7 %. Частка іспаномовних становила 3,5 % від усіх жителів.
За віковим діапазоном населення розподілялося таким чином: 9,5 % — особи молодші 18 років, 58,5 % — особи у віці 18—64 років, 32,0 % — особи у віці 65 років та старші. Медіана віку мешканця становила 58,9 року. На 100 осіб жіночої статі у місті припадало 105,2 чоловіків;  на 100 жінок у віці від 18 років та старших — 104,9 чоловіків також старших 18 років.
Середній дохід на одне домашнє господарство  становив 100 012 долари США (медіана — 63 917), а середній дохід на одну сім'ю — 126 653 долари (медіана — 90 795). Медіана доходів становила 53 750 доларів для чоловіків та 48 906 доларів для жінок. За межею бідності перебувало 4,1 % осіб, у тому числі 0,0 % дітей у віці до 18 років та 3,0 % осіб у віці 65 років та старших.
Цивільне працевлаштоване населення становило 307 осіб. Основні галузі зайнятості: фінанси, страхування та нерухомість — 20,2 %, освіта, охорона здоров'я та соціальна допомога — 17,9 %, роздрібна торгівля — 15,3 %, науковці, спеціалісти, менеджери — 14,0 %.